# Hippodamia septemmaculata
Sjuprickig plattpiga (Hippodamia septemmaculata) är en skalbaggsart som först beskrevs av De Geer 1775. Den ingår i släktet Hippodamia och familjen nyckelpigor.

## Beskrivning
Nyckelpigan har röda täckvingar med ett variabelt antal svarta fläckar (två eller flera fläckar kan ofta sammanfalla), och en svart halssköld med vita till krämfärgade kanter. Benen är vanligen svarta med orange fötter och skenben. Kroppslängden är 5,5 till 7 mm.

## Utbredning
Utbredningsområdet omfattar Nordeuropa och delar av Mellaneuropa (undantaget Island och Brittiska öarna) samt österut via Belarus, Ukraina och Ryssland till Kazakstan, Sibirien, Mongoliet, norra Kina och Koreahalvön. I Sverige finns den i större delen av landet utom fjällvärlden; även i Finland finns den i större delen av landet.

## Ekologi
Habitatet utgörs av fuktiga marker, som kärr, torvmossar, fuktig skogsmark (skogsbryn) och våtängar. Den sjuprickiga plattpigan lever av bladlöss som den främst tar på gräs och halvgräs, men även en del andra plantor som vattenklöver, arter tillhörande videsläktet, kvastginstsläktet, Johannesörtssläktet, hallonsläktet och träd som björk och barrträd. Arten är aktiv från vår till höst; den övervintrar i vissna löv och barr samt bland torra växter.

## Bildgalleri

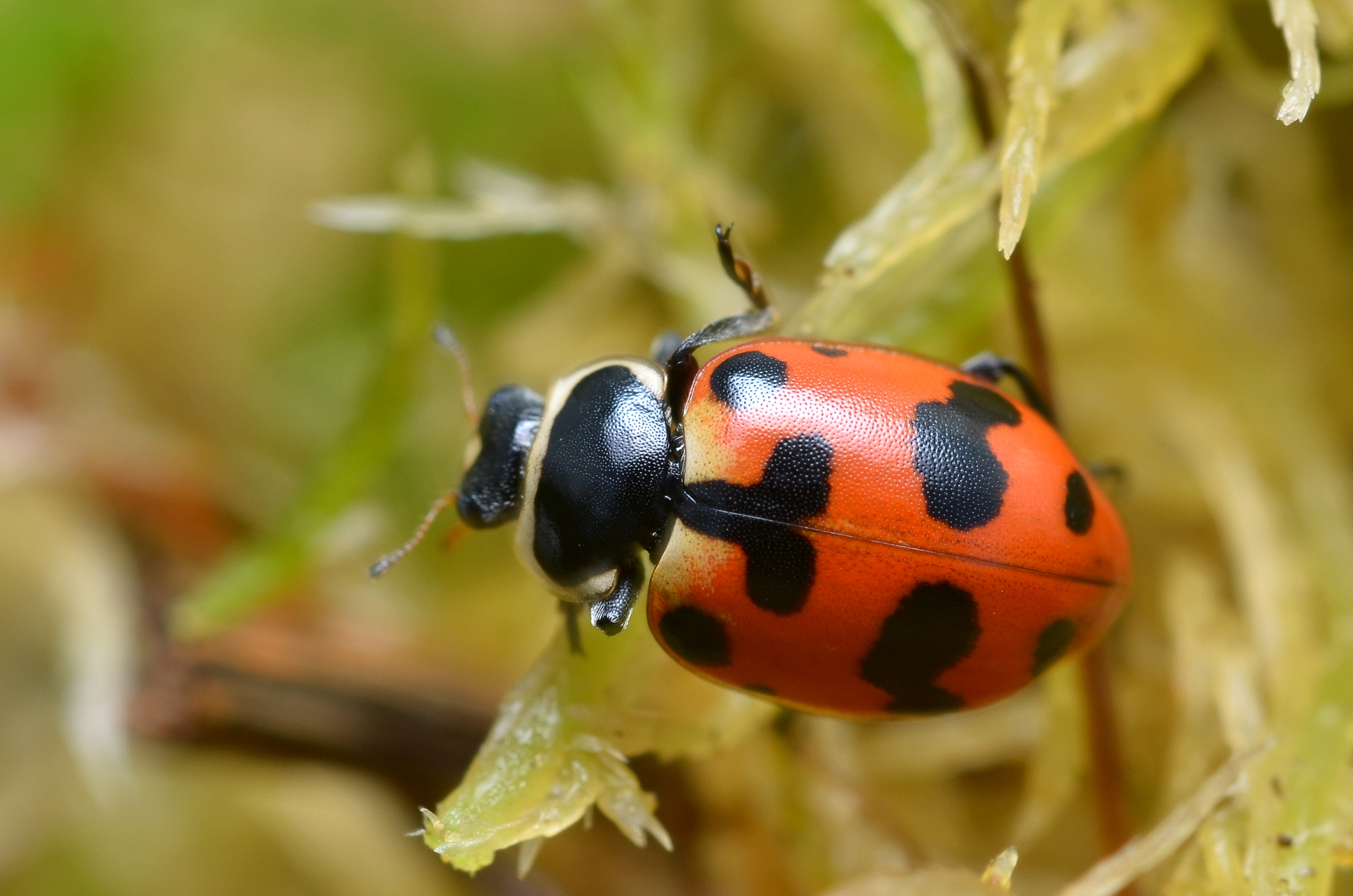
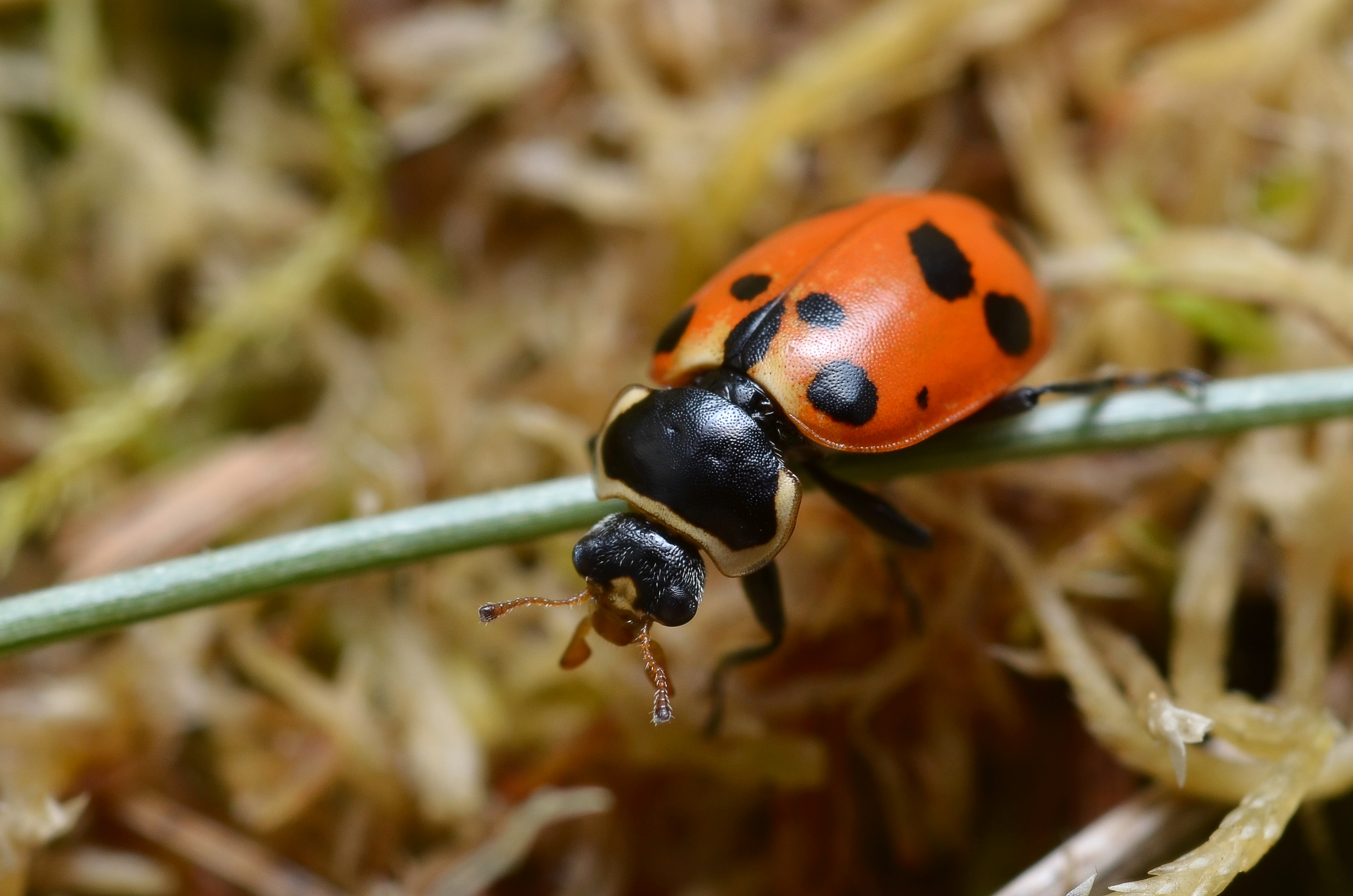
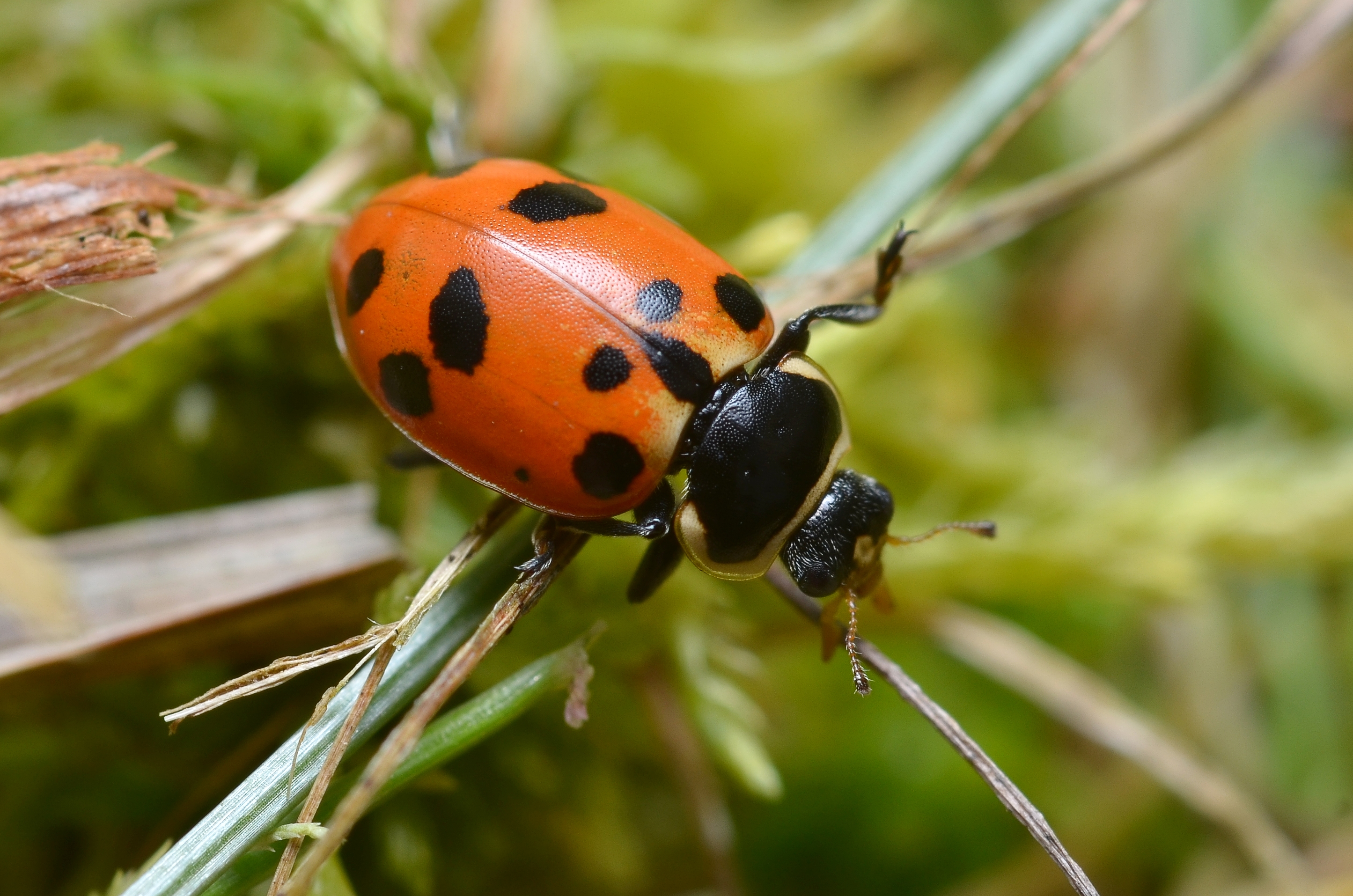
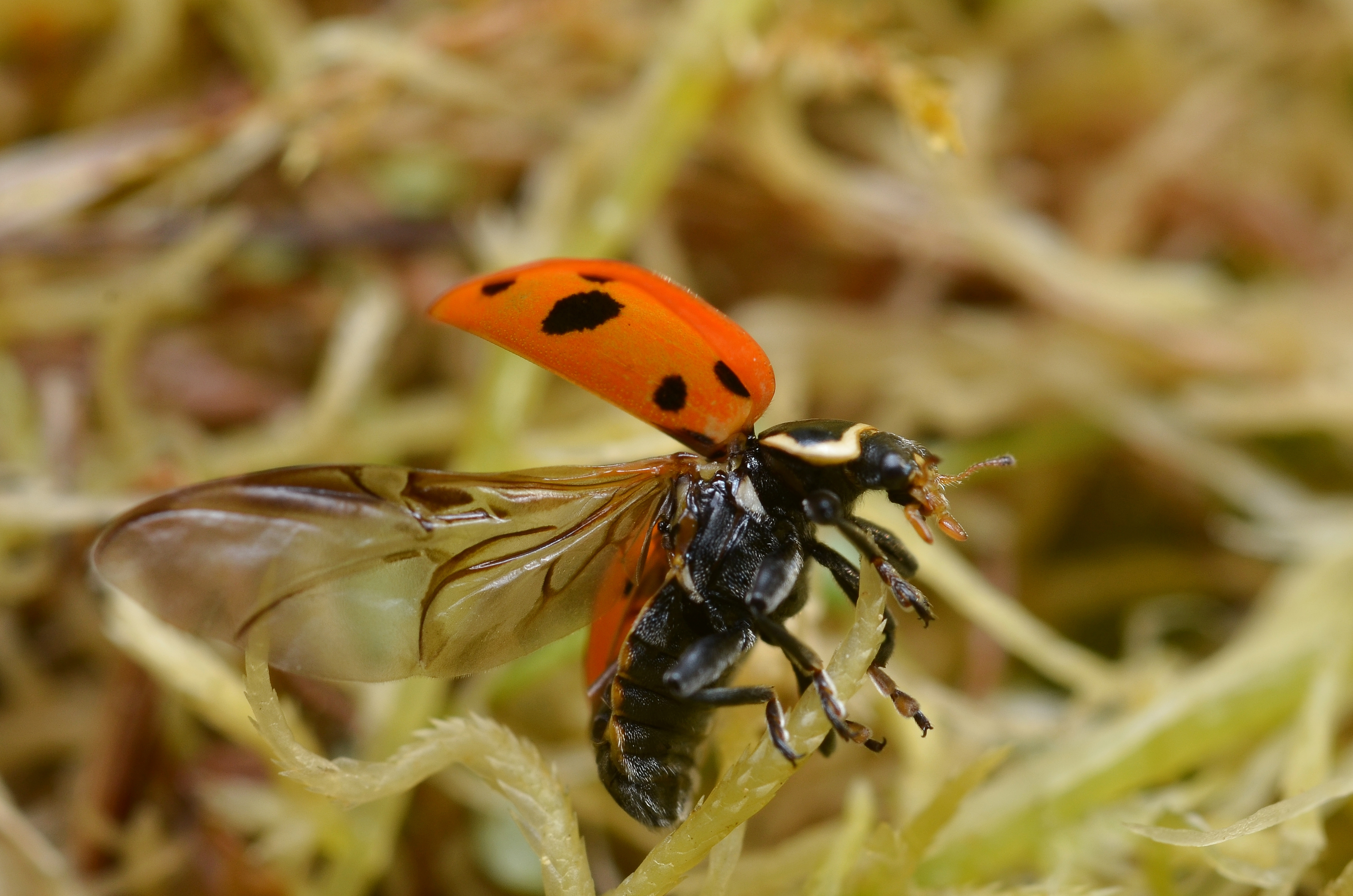